# 올드 트래퍼드
올드 트래퍼드(Old Trafford)는 영국 잉글랜드 그레이터맨체스터주 트래퍼드에 위치한 축구 경기장이다. 현재 맨체스터 유나이티드의 홈구장으로, 보비 찰튼에 의해 붙여진 이른바 꿈의 극장(The Theater of Dreams)이란 별칭으로도 알려져 있다. 1910년에 개장된 경기장은 2차 세계대전에는 폭격에 의해 절반이상이 파괴되기도 했다. 이곳에서 1966년 FIFA 월드컵, UEFA 유로 1996, 2012 런던올림픽의 경기를 치른 적이 있으며 2003년 UEFA 챔피언스리그 결승전이 이곳에서 열렸다. 웸블리 경기장 다음으로 잉글랜드에서 2번째로 큰 수용 규모를 가지고 있다. UEFA가 공인한 별 5개의 경기장이기도 하다. 따라서 UEFA 유럽축구선수권대회 및 UEFA 챔피언스리그의 결승전을 치를 수 있는 자격이 있다.

## 역사
맨체스터 유나이티드의 전신은 뉴튼 히스이었는데 조악한 경기장을 사용했었다. 1902년 뉴튼 히스에서 맨체스터 유나이티드로 개명하고 새로운 경기장 건설을 위해 6만 파운드 상당의 토지를 구입하였다. 이 무렵에 맨체스터 유나이티드는 그들의 홈구장을 올드 트래퍼드(Old Trafford)라고 이름붙였다. 영국 축구장의 아버지라고 불리는 건축가 아치볼드 리치는 약 3만 달러의 예산을 받고 맨체스터 유나이티드의 새로운 홈구장을 만드는 임무를 맡았다. 초기 계획은 10만명을 수용할 수 있는 경기장을 구상하였지만 77,000명의 구조로 약간 축소됐다. 개막 경기는 리버풀과 1910년 2월 19일 경기에서 열렸다. 1911년과 1915년에 FA컵 결승전이 열렸고, 1920년에는 애스턴 빌라와의 리그 경기에서 당시 70,504명의 최대 관중을 수용했다. 이후 1939년 FA컵에서 포츠머스와 그림스비팀과의 준결승에서는 76,962명이 들어와 최고 기록을 다시 한번 갱신했다. 1941년 3월 11일 2차 세계대전의 풍파 속에 올드 트래포트는 나치 독일의 폭격에 의해 많은 부분이 파괴되고만다. 1949년 재건설에 들어갔으며 맨체스터 시티의 경기장을 1년당 5천 파운드와 관객 입장료 중 일부 금원을 지불하며 사용하였다. 맨체스터 유나이티드는 전쟁 피해 위원회(War Damage Commission)에 진정하여 22,278파운드의 재건설 비용을 얻어내기도 했다.
재건설 과정에서 지붕이 없던 나머지 세 면에도 지붕이 생겼는데, 당시에 유행이었던 지붕 디자인은 관중석에서 경기를 보는 시야를 가렸다. 1950년대 중반에는 투광조명등이 최초로 설치되었고 180피트의 철탑이 4개, 투광조명등이 54개 설치되었다. 설치 과정에서 4만 파운드를 소요했으며 1957년 3월 25일에 새로운 조명에서 첫 경기를 치렀다. (그런데, 1987년의 이런 조명 시스템은 해체되고 새로운 조명 시스템이 도입된다) 1960년대 중반 1966년 FIFA 월드컵을 대비해 현대적인 캔틸레버 스타일의 지붕이 북쪽과 동쪽 스탠드부터 개축되었다. 올드 트래포트에서 1966년의 FIFA 월드컵이 열렸고, 1970년의 FA컵 결승전도 치렀다. 1970년대에는 올드 트래퍼드는 최초로 관중석과 그라운드에 경계망을 설치한 경기장으로 기록되었다.
1960년대에서 80년대 올드 트래퍼드는 58,000 명을 수용할 수 있었다. 1989년 리버풀과 노팅엄 포레스트와의 경기 중 95명이 사망한 힐스버러 참사를 계기로 경기장에 좌석이 모두 설치되어야 한다는 주장이 테일러 보고서에서 제기되었다. 결국, 올드 트래퍼드는 44,000 명이 입장할 수 있는 규모로 축소되었다.
1995년에서 1996년 북쪽 스탠드는 확장공사를 했고, 다시 56,000 명을 수용할 수 있게 되었다. 확장된 공간에는 맨체스터 유나이티드의 박물관이 생겼고 이 무렵에 트로피 전시실과 레드 카페 레스토랑, 스카이박스 등이 만들어졌다. 이후에도 간헐적인 확장공사가 있었고 최근에 있었던 2006년 확장 공사 이후 76,212명의 수용 규모를 갖추었다. 이후 2009년 좌석 교체 공사로 기존 좌석에서 255석이 줄어들어 2014년 기준으로는 75,957명을 수용하게 되었다.
2011년 11월 24일에는 알렉스 퍼거슨 경의 감독 25주년을 맞이하여 퍼거슨 동상이 올드 트래퍼드 경기장 앞에 세워졌고, 기존의 북쪽 스탠드의 이름을 '알렉스 퍼거슨 경 스탠드'(Sir Alex Ferguson Stand)로 바꿨다.
이후 2015년 8월, 맨체스터 유나이티드는 구단의 공식 스폰서를 나이키에서 아디다스로 변경하였고, 기존 나이키 엠블럼 좌석을 아디다스로 교체하였다.

## 기록

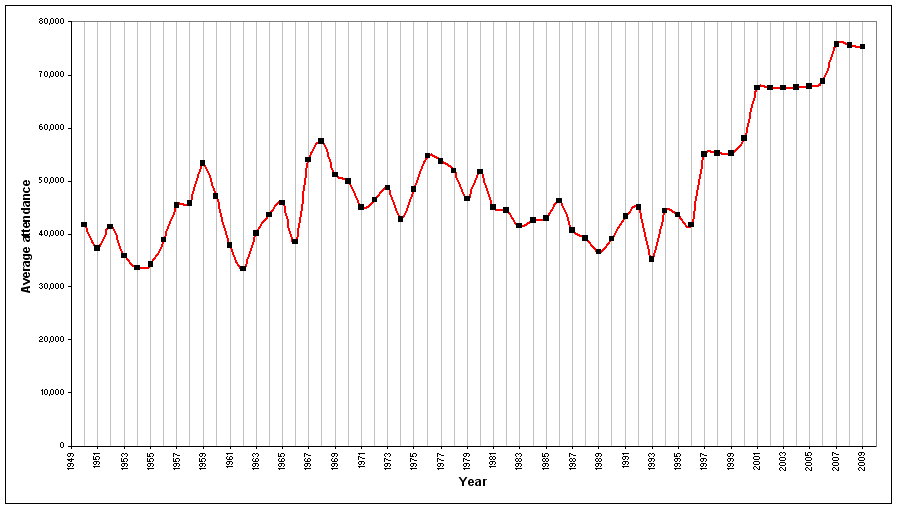
1947년부터 2007년까지의 평균 관중수

1939년 3월 25일에 열린 볼턴 원더러스와 그림스비 타운과의 FA컵 준결승전에서 76,962명의 관중을 기록했다. 힐스보로 참사를 계기로 모든 관중석이 좌석 형태로 바뀐 이후에는 2007년 3월 31일, 맨체스터 유나이티드와 블랙번 로버스의 경기에서 세워진 76,098명이 최고 기록이고, 프리미어리그 내의 최고 기록이기도 하다. 친선 경기상의 관중 최고기록은 73,738명으로 2007년 8월 1일 맨체스터 유나이티드와 인테르나치오날레와의 프리 시즌 친선 경기에서 세워졌다. 최소 관중 기록은 2차 세계 대전 이후 1955년 2월 23일 울버햄프턴 원더러스과의 경기였는데 15,679명이었다.
시즌 최고 평균 관중 기록은 75,826명으로 2006-07시즌에서 세워졌다. 시즌 최소는 1930–31 시즌으로 평균 11,685 명이다.

## 주요 경기

### 1966년 FIFA 월드컵
| 날짜            | 팀 1     | 스코어 | 팀 2     | 라운드 |
| --------------- | -------- | ------ | -------- | ------ |
| 1966년 7월 13일 | 포르투갈 | 3 - 1  | 헝가리   | 3조    |
| 1966년 7월 16일 | 포르투갈 | 3 - 0  | 불가리아 | 3조    |
| 1966년 7월 20일 | 헝가리   | 3 - 1  | 불가리아 | 3조    |

### UEFA 유로 1996
| 날짜            | 팀 1     | 스코어               | 팀 2       | 라운드 |
| --------------- | -------- | -------------------- | ---------- | ------ |
| 1996년 6월 9일  | 독일     | 2 - 0                | 체코       | C조    |
| 1996년 6월 16일 | 러시아   | 0 - 3                | 독일       | C조    |
| 1996년 6월 19일 | 이탈리아 | 0 - 0                | 독일       | C조    |
| 1996년 6월 23일 | 독일     | 2 - 1                | 크로아티아 | 8강    |
| 1996년 6월 26일 | 프랑스   | 0 - 0 (승부차기 5-6) | 체코       | 준결승 |

### 2002년 FIFA 월드컵 유럽 지역 예선
| 날짜            | 팀 1     | 스코어 | 팀 2   | 라운드 |
| --------------- | -------- | ------ | ------ | ------ |
| 2001년 10월 6일 | 잉글랜드 | 2 - 2  | 그리스 | 8조    |

### 기타 경기
| 날짜            | 팀 1                   | 스코어               | 팀 2                 | 비고                           |
| --------------- | ---------------------- | -------------------- | -------------------- | ------------------------------ |
| 1910년 2월 19일 | 맨체스터 유나이티드 FC | 3 - 4                | 리버풀 FC            | 경기장 개장 이후 가진 첫 경기  |
| 1911년 4월 26일 | 브래드퍼드 시티 AFC    | 1 - 0                | 뉴캐슬 유나이티드 FC | FA컵 1910-11 결승              |
| 1915년 4월 24일 | 셰필드 유나이티드 FC   | 3 - 0                | 첼시 FC              | FA컵 1914-15 결승              |
| 1970년 4월 29일 | 첼시 FC                | 2 - 1                | 리즈 유나이티드 AFC  | FA컵 1969-70 결승              |
| 2003년 5월 28일 | 유벤투스 FC            | 0 - 0 (승부차기 2-3) | AC 밀란              | UEFA 챔피언스리그 2002-03 결승 |
| 2022년 7월6일   | 잉글랜드               | 1 - 0                | 오스트리아           | UEFA 여자 유로 2022개막전      |

## 같이 보기
- 맨체스터 유나이티드 FC
- 1966년 FIFA 월드컵
- UEFA 유로 1996
- UEFA 경기장 등급